# Vijverbos
Er is ook een Vijverbos in Dentergem
Het Vijverbos is een natuurgebied van zo'n 22 hectare nabij Harmelen. Het bestaat uit waterpartijen, loofbos, boomgaarden, weilanden en essenhakhout.
De verkaveling van het gebied stamt uit de 19e eeuw. Ze is sindsdien grotendeels hetzelfde gebleven en ook aan het gebruik van de percelen is maar weinig veranderd. Vanuit landbouwkundig oogpunt bestond het Vijverbos destijds vooral uit arme gronden. Deze werden gebruikt om te bebossen met hakhout. Verder werden er enkele lanen en singels in het gebied aangelegd ter verfraaiing.
In de 19e eeuw werd het Vijverbos en de gebieden eromheen door de bewoners van Huis Harmelen gebruikt als jacht- en lustoord. In die tijd werd het bos ook omgebouwd tot een parkachtig landschap in Engelse landschapsstijl. Een stijl die zich laat kenmerken door natuurlijk aandoende waterpartijen en kronkelende paadjes.
De meeste waterpartijen zijn overigens niet het resultaat van bewuste afgravingen ter verfraaiing van het park, maar zijn ontstaan door kleiafgravingen en zandwinning.
Het Vijverbos werd in 1913 gekocht door jhr. Boreel de Mauregnault uit Alphen. op een eilandje in een van de afgravingen liet hij zijn huis bouwen. Nadien is het gebied enige malen van eigenaar veranderd. In 1952 verwierf Het Utrechts Landschap het terrein.

## Flora en fauna

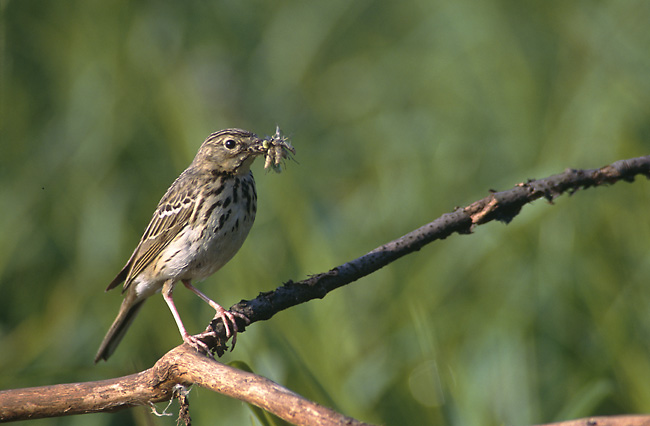
Ook de boompieper komt voor in het Vijverbos

Het Vijverbos bestaat uit een zeer gevarieerd landschap, met open en begroeide stukken. Als gevolg hiervan is er ook een brede variatie in de flora en fauna aan te treffen. Typische vogels voor het gebied zijn tuinfluiter, fitis, winterkoning en boompieper. Het drassige moerasgebied is de verblijfplaats van soorten als kleine en grote karekiet, rietgors, fuut, waterhoen, ijsvogel en rietzanger. Langs de vijver staan monumentale bomen zoals wilgen, platanen en eiken. Ook vindt men in het gebied planten zoals gele lis, dotterbloem, waterlelie, speenkruid en bosanemoon.
Amerongse Bos
· Amerongse Bovenpolder
· Landgoed Beerschoten
· Beukenburg
· Biltse Duinen
· Birkhoven
· Blauwe Kamer
· Blikkenburg
· Bloeidaal
· Bornia
· Bosch en Duin
· Breeveen
· Broekerbos
· Buitenplaatsen Driebergseweg
· Dartheide
· Elster Buitenwaarden
· Grebbeberg
· Heidestein
· Hoge Ginkel
· Hooge Kampse Plas
· Hoog Moersbergen
· Houdringe
· Juliusput
· Kasteelbos Renswoude
· De Kievit
· Kooilust
· Kozakkenput
· De Krakeling
· Laarsenberg
· De Leyen
· Lockhorsterbos
· Lunenburgerwaard
· Maartensdijkse Bos
· Middelwaard
· Moersbergen
· Niënhof
· Noordhout
· Okkersbos
· Oostbroek
· Over-Holland
· Palmerswaard
· De Paltz
· Panbos
· Plantage Willem III
· Pleinesbos
· De Pol
· Ridderoordse Bos
· Sandenburg
· Sandwijck
· De Schammer
· Stameren
· Landgoed Stoutenburg
· Viaanse Bos
· Viaanse polders en uiterwaarden
· Vikinghof
· Park Vliegbasis Soesterberg
· Vijverbos
· Vijverhof
· Voordorpse polder
· Willem Arntszbos
· Witte Hull
· De Woerd
· Wulperhorst
· Zeisterbos